# Бу-Регрег
Бу-Регрег (Уэд-бу-Регрег; араб. أبو رقراق‎) — река на западе Марокко, которая впадает в Атлантический океан в районе столичной агломерации — между городами Рабат и Сале. Приливной эстуарий реки, простирающийся вверх по реке на 24 км от побережья, именуется Вади-Сала (Wadi Sala).
Длина реки составляет 240 км, средний сток 23 м³/с, пиковый в период высокой воды — 1500 м³/с. Исток реки расположен в горах Среднего Атласа при слиянии Уэд-Афсая и Уэд-Геннура. Качество воды страдает от приливных вторжений солёной воды, чрезмерного стока нитратов с сельскохозяйственный угодий и загрязнения ртутью от использования пестицидов в бассейне реки.

## История
Финикийцы и карфагеняне, основавшие несколько колоний в Марокко, на берегах Бу-Регрега построили древний город Шелла в двух километрах от устья вверх по реке. Рядом с этим местом расположены руины римского города Сала. Шелла был важным портовым городом, имевшим главную улицу Декуманус Максимус, форум, фонтан и другие строения.
Существует легенда об образовавшейся в середине XVII века на берегах Бу-Регрега настоящей пиратской республике, наводившей страх на проплывавшие мимо суда европейских держав. Однако, в настоящее время доказано, что никакой республики не было — а была лишь литературная мистификация.